# استان مونه کاس
استان مونه کاس (به اسپانیایی: Provincia de Muñecas) یکی از استان‌های بولیوی در بولیوی است که در شهرستان لاپاز (بولیوی) واقع شده است. استان مونه کاس ۴٬۹۶۵ کیلومتر مربع مساحت و ۲۵٬۱۹۳ نفر جمعیت دارد.